# Dörby landskommun
Dörby landskommun var en tidigare kommun i Kalmar län.

## Administrativ historik
Den 1 januari 1863 började kommunalförordningarna gälla och då inrättades cirka 2 500 kommuner (städer, köpingar och landskommuner), tillsammans täckande hela landets yta. I Dörby socken i Norra Möre härad i Småland inrättades då denna kommun.
Vid kommunreformen 1952 bildade Dörby storkommun genom sammanläggning med de tidigare kommunerna Hossmo och Kläckeberga.
Den 1 januari 1953 överfördes från Dörby landskommun och Dörby församling till Ljungbyholms landskommun och Ljungby församling ett område med 56 invånare och omfattande en areal av 5,18 km², varav 5,16 km² land.
Den 1 januari 1965 skedde sammanläggning av Dörby landskommun med Kalmar stad, från 1971 Kalmar kommun, varvid Dörby upphörde som kommun.
Kommunkoden 1952-1964 var 0828.

### Kyrklig tillhörighet
I kyrkligt hänseende tillhörde landskommunen Dörby församling. Den 1 januari 1952 tillkom de två församlingarna Hossmo och Kläckeberga.

## Geografi
Dörby landskommun omfattade den 1 januari 1952 en areal av 91,99 km², varav 91,21 km² land.

### Tätorter i kommunen 1960
| Tätort           | Folkmängd |
| ---------------- | --------- |
| Rinkabyholm      | 1 014     |
| Smedby           | 869       |
| Krafslösa        | 220       |
| Lindsdal, del av | 165       |

Tätortsgraden i kommunen var den 1 november 1960 63,4 procent.

## Politik

### Mandatfördelning i valen 1938-1962
| 12 | 4 | 4 |

| 20 |

| 12 | 4 | 4 |

| 18 |

| 13 | 4 | 3 |

| 19 |

| 21 | 6 | 3 | 5 |

| 35 |

| 22 | 5 | 8 |

| 35 |

| 19 | 5 | 3 | 8 |

| 32 |

| 20 | 5 | 4 | 6 |

| 33 |